# Tuberostylis
Tuberostylis là một chi thực vật có hoa trong họ Cúc (Asteraceae).

## Loài
Chi Tuberostylis gồm các loài: